# 鵜沼古市場町
鵜沼古市場町（うぬまふるいちばちょう）は、岐阜県各務原市の地名。現行行政町名は鵜沼古市場町一丁目から鵜沼古市場町四丁目。

## 地理
各務原市の東部の鵜沼地区に属し、木曽川を挟んで愛知県と接する。
町域の東部は鵜沼南町、西部は鵜沼真名越町、鵜沼小伊木町、南部は鵜沼小伊木町及び愛知県犬山市、北部は鵜沼西町に接する。
町域には、南北に大安寺川が流れる。
地名はこの地域の集落名に因み、かつては鵜沼町古市場区であった。
道路
- 県道95号芋島鵜沼線（木曽川街道）
- にんじん通り
- 伊木山通り

## 歴史
この地域は鵜沼町を構成する古くからの集落であり、古市場区とも称していた。
この地域一帯が鵜沼土地改良区南第一工区として区画整理され、1972年（昭和47年）12月25日、鵜沼の一部をもって鵜沼古市場町を設置する

## 世帯数と人口
2024年（令和6年）10月1日現在の世帯数と人口は以下の通りである。
| 丁目               | 世帯数  | 人口    |
| ------------------ | ------- | ------- |
| 鵜沼古市場町一丁目 | 39世帯  | 103人   |
| 鵜沼古市場町二丁目 | 168世帯 | 406人   |
| 鵜沼古市場町三丁目 | 118世帯 | 305人   |
| 鵜沼古市場町四丁目 | 298世帯 | 667人   |
| 計                 | 623世帯 | 1,481人 |

## 小・中学校の学区
市立小・中学校に通う場合、学区は以下の通りとなる。
| 番・番地等 | 小学校                   | 中学校               |
| ---------- | ------------------------ | -------------------- |
| 全域       | 各務原市立鵜沼第一小学校 | 各務原市立鵜沼中学校 |

## 主な施設
- 神明神社
- 八坂神社
- 古市場町公民館